# A Night to Remember (album Evergrey)
A Night to Remember – pierwszy album koncertowy szwedzkiego zespołu Evergrey. Jest on zapisem koncertu zespołu w Göteborgu, w Szwecji. Koncert ten wydano także na płycie DVD (A Night to Remember).

## Lista utworów

### CD 1
1. "Intro" - 01:38
2. "Blinded" - 04:45
3. "End of Your Days" - 04:38
4. "More Than Ever" - 05:17
5. "She Speaks to the Dead" - 04:16
6. "Rulers of the Mind" - 05:33
7. "Blackend Dawn" - 04:04
8. "Waking Up Blind" - 04:05
9. "As I Lie Here Bleeding" - 04:42
10. "Misled" - 07:24
11. "Mark of the Triangle" - 06:57

### CD 2
1. "When The Walls Go Down" - 05:28
2. "Harmless Wishes" - 04:38
3. "Essence of Conviction" - 06:08
4. "Solitude Within" - 05:47
5. "Nosferatu" - 05:42
6. "Recreation Day" - 07:25
7. "For Every Tear That Falls" - 05:23
8. "Touch of Blessing" - 07:18
9. "The Masterplan" - 11:13

### DVD 1
1. "Blinded" - 04:45
2. "End Of Your Days" - 04:38
3. "More Than Ever" - 05:17
4. "She Speaks to the Dead" - 04:16
5. "Rulers of the Mind" - 05:33
6. "Blackened Dawn" - 04:04
7. "Waking Up Blind" - 04:05
8. "As I Lie Here Bleeding" - 04:42
9. "Misled" - 07:24
10. "Mark of the Triangle" - 06:57
11. "When The Walls Go Down" - 05:28
12. "Harmless Wishes" - 04:38
13. "Essence of Conviction" - 06:08
14. "Solitude Within" - 05:47
15. "Nosferatu" - 05:42
16. "Recreation Day" - 07:25
17. "For Every Tear That Falls" - 05:23
18. "A Touch of Blessing" - 07:18
19. "The Masterplan" - 11:13

### DVD 2
- Wszystkie wydane do tego czasu wideoklipy grupy:
  1. "For Every Tear That Falls"
  2. "The Masterplan"
  3. "Blinded"
  4. "I'm Sorry"
  5. "More Than Ever"
  6. "A Touch Of Blessing"
- Wywiady z muzykami
- Występy zarejestrowane na początku działalności grupy
- Zdjęcia
- i inne.

## Twórcy
- Tom S. Englund – śpiew, gitara
- Henrik Danhage – gitara
- Michael Håkansson – gitara basowa
- Jonas Ekdahl – instrumenty perkusyjne
- Rikard Zander – instrumenty klawiszowe